# How to Be a Girl
Singles de Namie Amuro
Can You Celebrate?
(1997) Dreaming I Was Dreaming
(1997)
How to Be a Girl est le 8e single régulier de Namie Amuro sorti sur le label Avex Trax, ou le 10e sous son seul nom en comptant les deux sur le label Toshiba-EMI.
Il sort le 21 mai 1997 au Japon, coécrit et produit par Tetsuya Komuro. C'est le sixième single d'Amuro à atteindre la 1re place du classement de l'Oricon. Il se vend à 328 560 exemplaires la première semaine, et reste classé pendant 11 semaines, pour un total de 772 130 exemplaires vendus. 
La chanson-titre a été utilisée comme thème pour la campagne publicitaire Sea Breeze de la société Bristol-Myers-Squibb. Elle apparaît telle quelle sur l'album Concentration 20 qui sort deux mois après, et plus tard sur l'album compilation 181920. Les autres titres du single en sont des versions remixées.

## Liste des titres
Toutes les paroles sont écrites par Tetsuya Komuro & Marc Panther.
| 1. | How to be a Girl -STRAIGHT RUN-        |  |
| 2. | How to be a Girl -ADULT EDUCATION MIX- |  |
| 3. | How to be a Girl -INSTRUMENTAL-        |  |